# Vlădești (gmina w okręgu Vâlcea)
Vlădești – gmina w Rumunii, w okręgu Vâlcea. Obejmuje miejscowości Fundătura, Pleașa, Priporu, Trundin i Vlădești. W 2011 roku liczyła 2883 mieszkańców.